# فروندل استوارت
فروندل استوارت (انگلیسی: Freundel Stuart؛ زادهٔ ۲۷ آوریل ۱۹۵۱) یک سیاست‌مدار اهل باربادوس است.